# 코티닌
코티닌(Cotinine)은 담배에서 발견되는 알칼로이드이며, 또한 니코틴의 주요 대사 산물이다. 코티닌은 담배 연기에 노출되는 바이오 마커로 사용되고, 현재 우울증, PTSD, 정신 분열증, 알츠하이머 병 및 파킨슨병 치료제로 연구되고 있다.